# Стадион Славко Малетин Вава
Стадион Славко Малетин Вава је фудбалски стадион у Бачкој Паланци, Србија. На њему своје домаће утакмице игра Бачка.

## Историја
Стадион је свечано отворен 7. јула 1951. године на градску славу. Прво игралиште фудбалског клуба Бачка је било код старе железничке станице. Како је клуб растао и његова популарност заживела је идеја да се стадион измести у центар града где и данас поносно стоји.

## Опис
Стадион има капацитет за 5.500 гледалаца. Западна трибина је комплетно покривена и сва места су седећа. Источна трибина је стајаћа и није покривена. Стадион се налази у самом центру града на ексклузивној локацији. На 20-ак метара од стадиона налази се строги центар и пешачка зона..

## Највећа посета
Стадион Бачке је одувек био добро посећен. Ипак највећа посета на стадиону Бачке забележена је 12. марта. 1969. године када је у Бачкој Паланци гостовао Сплитски Хајдук у оквиру четвртфинала купа Југославије. Тада је на стадиону било присутно преко 10.000 гледалаца.

## Галерија
- Западна трибина
- Западна трибина
- Источна трибина